# Гипнос (рассказ)
«Гипнос» (англ. Hypnos) — рассказ американского писателя Говарда Филлипса Лавкрафта, написанный в марте 1922 года. Впервые был опубликован в майском выпуске журнала «National Amateur» 1923 года. Входит в «Цикл снов».

## Сюжет
Рассказчик, чье имя не называется, живет в старинном особняке в графстве Кент. Он является скульптором и сновидцем, который посещает Иной мир — Страну снов, из-за чего страдает от бессонницы и переутомлениями. Однажды на железнодорожной станции он встречает другого сновидца, который падает в обморок. Рассказчик просит стать ему наставником и называет его своим единственным другом. Мужчине около 40 лет, внешне он похож на скульптуру фавна из храма античной Эллады. С этого момента он создает бюст друга и фигурки из слоновой кости.

Сновидцы вдвоем погружаются в туманную Вселенную бытия (англ. Universe of dim entity) и космос бодрствующего сознания (англ. Waking knowledge). Один человек с восточными глазами сказал, что время и пространство относительны. Они решают прибегнуть к помощи экзотического наркотика, чтобы глубже погрузиться в сон. Эти сны «За порогом сна» к человеку с пылким воображением приходят лишь один или два раза в жизни. С пробуждением все, проникшее к ним из космоса, исчезало подобно тому, как растворяется мыльный пузырь, и они все забывали. 
Нам удалось совершить бестелесный полёт в запретные глубины сновидений (англ. Forbidden dreams), пролетая над внушающими ужас безднами и пробираясь сквозь вязкие барьеры (англ. Viscous obstacles). Мы витали в бесконечной Вселенной, темная загадочная и ужасающая сущность которой находилась по другую сторону материи, времени и пространства. В пространстве без формы рассказчик видит друга иначе: его лицо выглядит молодым, освещенное золотым светом, с горящими глазами, олимпийским лбом, потемневшими волосами и бородой. Друг возжелал управлять Вселенной, судьбами и звёздами. Ветры из неизведанных пространств мчали их к отдаленным сферам за пределы материи и всех мыслей. Липкие облака проносились мимо и сновидцы достигли миров отдаленных областей (англ. Realms of greater remoteness), где они плыли сквозь океан первозданного эфира (англ. Ocean of virgin aether). Рассказчик не смог пройти барьер из липкой клейкой массы (англ. Sticky, clammy mass), а его друг смог. 
Внезапно действие наркотика кончается и рассказчик просыпается дома. Позже просыпается его друг и в страхе говорит, что постиг страшную тайну из-за чего они опасности, и настал конец их погружению в пещеры грез (англ. Caverns of dream). Теперь им надо избегать сна любыми способами, даже, если им придется прибегнуть к сильнодействующим препаратам. Стоило им хоть немного задремать, как появлялось ощущение страха, даже, после краткого сна рассказчик ощущает, как он сильно стареет. Его друг приобретает седые волосы и морщины, боится одиночества и ищет утешения на шумных пирушках, он избегает открытых помещений, опасаясь звезды в созвездии Северной Короны. Спустя два года, они переехали жить в Лондон. Наркотики, беспорядочный образ жизни и переутомление сильно состарили друзей, но они продолжали спать не более пары часов в сутки. Судя по всему им угрожала некая тень (англ. Shadow). Когда закончились деньги, то они не смогли покупать препараты от сна и однажды друг погрузился в сон, из которого он уже не вернулся.
Я ощутил, как над нами нависает Северная Корона, простирая лучи сквозь неизмеримые бездны эфира (англ. Abysses of aethe). Я услышал низкий монотонный вой, источник которого находился далеко на Северо-востоке. В углу комнаты возник луч зловещего золотисто-кровавого света, что не рассеивал тьму вокруг, а был направлен на голову спящего. В свете луча я увидел помолодевшее лицо друга, каким оно было в таинственном царстве кошмаров (англ. Forbidden caverns of nightmare). Я лишь на мгновение увидел то место, откуда шел звук и где начинался проклятый луч. При всем желании я не смог бы описать, что я там увидел, а мой бедный друг увидел гораздо больше моего и умолк навеки. Я решил никогда больше не поддаваться коварному Гипносу, Хозяину сна, звездному ночному небу и безумствам философии.
На крики в дом явились полицейские. Они сказали, что у него никогда не было друга. Рассказчик же считал, что кошмарное событие запутало людей, а его друг превратился в статую под действием луча света. Люди говорят, что бюст изображает его самого в 25 лет. На статуе написано греческое слово: ΥΠΝΟΣ (Гипнос).

## Персонажи
- Рассказчик

Рассказчик — скульптор и сновидец, который жил в графстве Кент. При помощи наркотиков он сумел выйти за пределы Страны снов, чтобы погрузился в тайны, смысл которых до сих пор не раскрыт человечеством. Потратил все сбережения на наркотики, чтобы помочь человеку, который стал его единственным другом.
- Друг

Друг (англ. My only friend) — ему было около 40 лет; на это указывали глубокие морщины на изнуренном, со впалыми щеками, на безукоризненно правильном и красивом лице да ещё редкие нити седины в густых волосах и небольшой аккуратной бородке, которая прежде была, вероятно, иссиня-черной. Лоб был белым, словно мрамор Пентелия, и таким великолепным, что, казалось, принадлежал господу. Внешность этого человека напомнила скульптору фавна в храме античной Эллады. Огромные, лихорадочно блестевшие черные глаза должны были видеть величие и ужасающую непостижимость царств, находящихся за пределами реальности. Голос был удивительно мелодичный, в котором сливались пение скрипок и легкий звон хрусталя. Когда рассказчик увидел его в лучше света, то образ изменился: Его лицо обладало удивительно молодыми чертами, с горящими глазами, гордым изгибом бровей и чуть потемневшими волосами и бородою. Прекрасное лицо, обрамленное короткой бородой, чуть тронутые улыбкой губы, гордый изгиб бровей и густые вьющиеся локоны, украшенные венком из полевых маков. Античные черты его лица поражали какой-то дикой красотой в зеленых и золотых лучах лунного света. Возможно, он существовал только в Стране снов или внедрился в его разум, как альтер эго.
- Тень

Тень (англ. Shadow) — некая сущность или звезда в созвездии Северной Короны (англ. Corona Borealis), которую боялись сновидцы.  

## Вдохновение
Лавкрафт посвятил эту историю своему давнему другу Сэмюэлю Лавману, который фигурировал во снах, которые вдохновили Лавкрафта к написанию «Показания Рэндольфа Картера» и «Ньярлатхотеп». Лавман написал в письме Лавкрафту, что «Гипнос» его лучший рассказ написанный к тому моменту времени. В черновиках Лавкрафта есть запись сюжета (№ 23):
«Человек, который не спит — не смеет спать — принимает наркотики, чтобы не уснуть. Наконец засыпает… и что-то происходит…».
Использование наркотиков, чтобы посещать иные миры (в ущерб пользователю) также описано в «Цепь Афоргомона» Кларка Эштона Смита и в «Псы Тиндалоса» Фрэнка Белнэпа Лонга. 
Как и во многих рассказах Лавкрафта, страх и мир остаются непостижимы. Это вписывается в общие темы Лавкрафта относительно чуждой и враждебной природы Вселенной, бесконечности и чудовищной напрасности всего. Даже в конце рассказа, судьба рассказчика и его состояние остаются неизвестны, опять же, в соответствии с приемами Лавкрафта. Темы греческой скульптуры появляются в предыдущем рассказе «Дерево».  
Человек с восточными глазами, заявивший, что время и пространство относительны может быть Альберт Эйнштейн — автор теории относительности (1921 год). В рассказе «Ньярлатхотеп» похожим образом представлен Никола Тесла.  

## «Цикл Снов»
Еще будучи подростком Лавкрафт писал статьи об астрономии в местной газете, а чуть позже стал приверженцем взглядов космизма. Лавкрафт напишет рассказ «Азатот» только через несколько месяцев, поэтому описание Тени в космосе, в созвездии Северной Короны, не может относиться к Древнему богу Азатоту и представляет из себя проявление других ранних идей автора.  
Лавкрафт описывает множество мест из эфирной части Страны снов или туманности в космосе, которые редко упоминаются в других произведениях из «Цикла снов». В рассказе «Селефаис» упоминается Бездна Эфира и разумные газовые облака. В рассказе «Белый корабль» упоминаются земли за пределами материи. В повести «Сомнамбулический поиск неведомого Кадата» упоминаются Пещеры грез и Глубинные сновидения. В рассказе «Забвение» упоминается белая пустота без материи, а также упоминаются мудрецы изучающие тайны мироздания.  
В рассказе описана ужасная судьба сновидцев, которые испытывают губительные последствия из-за жизни в двух мирах сразу. В других произведениях Лавкрафта сновидцев часто постигла похожая участь.  

## Связь с другими произведениями
В рассказе «За стеной сна» впервые появляется «Космический скиталец», который путешествует в эфирных пространствах миров, а также упоминается звезда-демон Алголь, а также упоминается фраза «За порогом сна».   
В рассказе «Полярис» и «Праздник» описана связь между сновидцем и созвездием Альдебаран.  
В рассказе «Храм» описана статуэтка в форме головы юноши с лавровым венком, а один из персонажей говорит, что его зовет некое божество. 